# Trichastylopsis albidus
Trichastylopsis albidus là một loài bọ cánh cứng trong họ Cerambycidae.